# Vittorio Sacchi
Vittorio Sacchi (Castelceriolo, 28 gennaio 1814 – Castelceriolo, 27 agosto 1899) è stato un magistrato, prefetto e politico italiano, Senatore del Regno a partire dalla XIII legislatura.

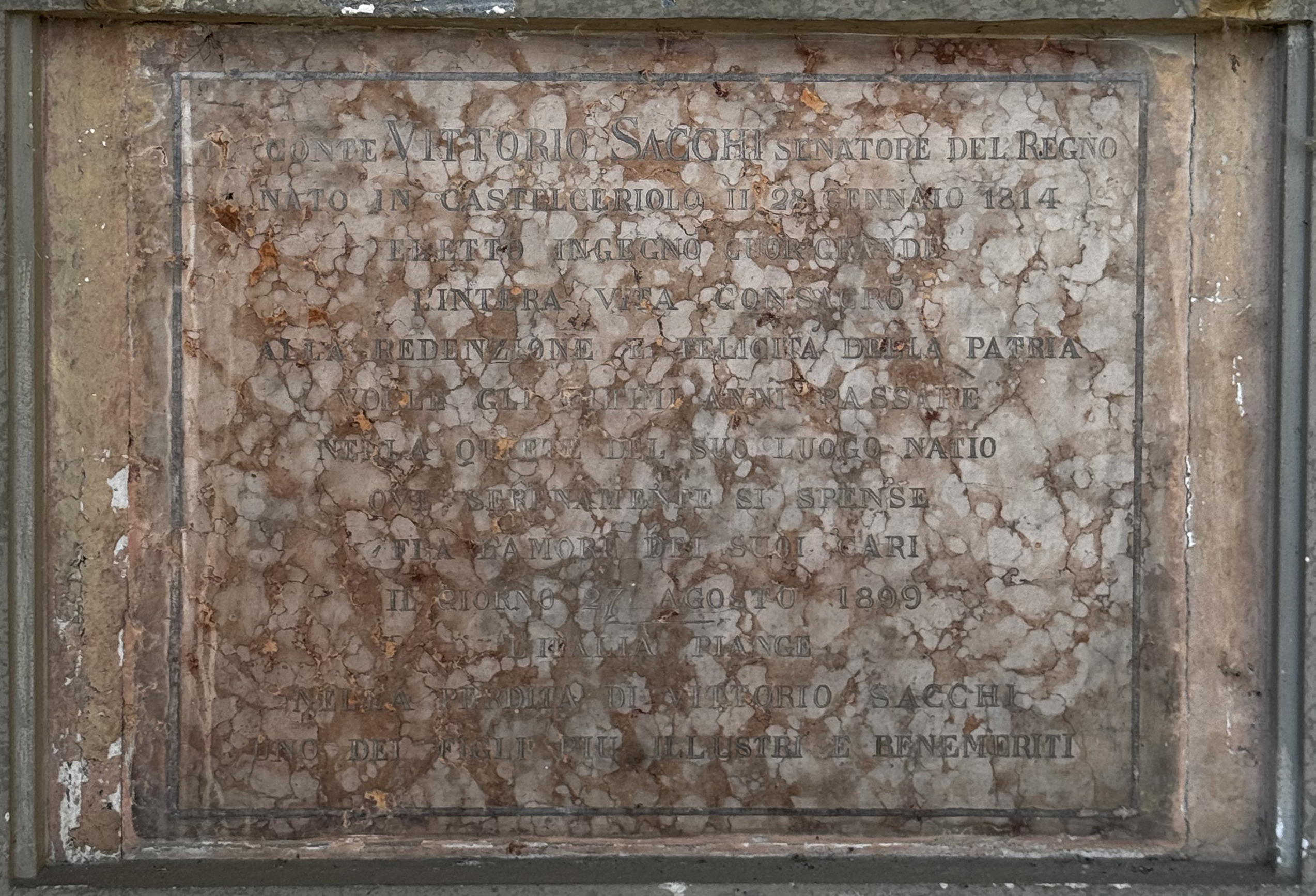
Tomba di Vittorio Sacchi presso il cimitero di Castelceriolo.

A lui fu ordinato, in seguito all'annessione del Regno delle Due Sicilie, di andare a dirigere le finanze napoletane per conto del governo di Torino, e si espresse con queste parole:
e per tale motivo suggerì all'allora presidente del consiglio Cavour di adottare i meccanismi amministrativi del Regno delle Due Sicilie, ma non fu ascoltato.
Era stato eletto alla Camera dei deputati nelle elezioni suppletive del 22 dicembre 1861 nel collegio elettorale di Penne, ma l'elezione fu annullata nel febbraio 1862 perché in una delle sezioni le elezioni non si erano svolte. Ci fu una nuova elezione  il 23 marzo 1862 e anche questa volte ci fu l'annullamento il 9 giugno 1862 perché l'impiego ricoperto non risultava compatibile con la carica di deputato. Fu eletto nuovamente il 13 luglio 1862 e ci fu un ulteriore annullamento, sempre a causa dell'impiego ricoperto, perché l'eletto aveva accettato l'ufficio di direttore generale del demanio e delle tasse (Regio Decreto 11 settembre 1862).